# 上野拓紀
上野 拓紀 (うえの ひろき、1986年4月8日 -) は、日本のアイスホッケー選手。ポジションはフォワード。
酒井大輔と共に長野県出身者として初のアジアリーグプレーヤーである。

## 経歴
長野県長野市出身。長野ウイングス～長野市立犀陵中学～釧路緑ヶ丘高校（武修館高校）を経て早稲田大学進学後の2005-06シーズンにアイスホッケー日本代表に初選出される。
2009年に大学卒業した後はアジアリーグアイスホッケーのSEIBUプリンスラビッツへの入団が内定していたが、同チームは2008-09シーズン限りで解散してしまったため、アジアリーグの韓国所在チーム、High1に加入した。
2シーズン目のアジアリーグ2010-11シーズンはレギュラーリーグ得点ランキングでリーグ3位の23得点をマーク。
2011年オフ、H.C.栃木日光アイスバックスに移籍。2011-12シーズンはレギュラーリーグで64ポイント（得点24、アシスト40）を記録してポイントランキング3位。プレーオフでもランク2位の10ポイントを記録してアイスバックス初の準優勝に貢献。
2014-15シーズンの第82回全日本アイスホッケー選手権大会ではアイスバックスの優勝に貢献してMVPを受賞した。決勝の東北フリーブレイズ戦の試合残り17秒に同点ゴールを決めるなど4得点を記録している。アジアリーグ2014-15シーズンにおいては、最多得点、最多ポイント、ベスト6を受賞した。
2015-16シーズンからは高校時代を過ごした釧路の日本製紙クレインズに移籍。同年の第83回全日本アイスホッケー選手権大会でクレインズ優勝に貢献、上野自身も前年に引き続き2年連続大会MVPを受賞した。

## 詳細情報

### 代表歴
- アイスホッケー世界選手権（2006、2007、2010、2012、2013、2014、2015、2016）
- オリンピック予選（2014年ソチオリンピック予選、平昌オリンピック予選)
- 冬季アジア大会（2011）